# La Loi d'Alexandre
La Loi de Barbara La Loi de...
La Loi d'Alexandre est une série de trois téléfilms français de 105 minutes diffusés les 22 septembre 2015, 9 février 2016 et 16 février 2016 sur France 3.
L'acteur Gérard Jugnot y incarne un avocat. La série fait suite à la série La Loi de Barbara, composée de trois téléfilms avec Josiane Balasko. Elle fait ensuite place à la collection de téléfilms La Loi de... dans laquelle l'avocat est incarné, à chaque fois, par un interprète différent.

## Épisode 1:Comme des frères

### Synopsis
Avocats, Alexandre Laurent et Raphaël Menaud sont les meilleurs amis du monde depuis leur plus tendre enfance. Un jour, Alexandre retrouve le corps de son ami, victime d'un meurtre...

### Fiche technique
- Réalisation : Claude-Michel Rome
- Scénario : Céline et Martin Guyot
- Société de production : FIT productions
- Pays :  France  Belgique
- Diffusion : 22 septembre 2015 sur France 3

### Distribution
- Gérard Jugnot : Maître Alexandre Laurent
- Yann Babilée Keogh : Henry Masson
- Valéria Cavalli : Hélène Laurent
- Pierre Langlois : Simon Laurent
- Héléna Soubeyrand : Maître Karine Rousset
- François Duval : Maître Raphaël Menaud
- Sara Martins : Sonia Dubois
- Éric Naggar : l'avocat général
- Françoise Lépine : Marina Pilsky
- Smadi Wolfman : la juge d'instruction

## Épisode 2:Le Portrait de sa mère

### Synopsis
Alexandre défend Julia, une femme qui lui rappelle un ancien amour...

### Fiche technique
- Réalisation : Philippe Venault
- Scénario : Céline et Martin Guyot
- Société de production : FIT productions
- Diffusion : 16 février 2016 sur France 3

### Distribution
- Gérard Jugnot : Maître Alexandre Laurent
- Valeria Cavalli : Hélène Laurent
- Héléna Soubeyrand : Maître Karine Rousset
- Anne Loiret : Monique Payen
- François Marthouret : Édouard Morel
- Patrick Pineau : Arnaud Payen
- Hande Kodja : Julia del Sol / Isabel del Sol
- Vincent Dubois : L'avocat général
- Philippe Du Janerand : Président du Tribunal
- Eric Le Roch : Charles Verclas

### Tournage
Le tournage s'est effectué à Tours, notamment à sa maison d'arrêt et à son tribunal de grande instance, ainsi qu'à Nazelles-Négron.

## Épisode 3:L'amour ne suffit pas

### Synopsis
Un brillant médecin est accusé du meurtre de l’amant de sa femme. Alexandre défend son client, qui clame son innocence…

### Fiche technique
- Réalisation : Claude-Michel Rome
- Scénario : Céline et Martin Guyot
- Société de production : FIT productions
- Diffusion : 9 février 2016 sur France 3

### Distribution
- Gérard Jugnot : Maître Alexandre Laurent
- Valeria Cavalli : Hélène Laurent
- Pierre Langlois : Simon Laurent
- Héléna Soubeyrand : Maître Karine Rousset
- Astrid Veillon : Catherine Pacaud
- Grégori Derangère : Benoit Vauthier
- Emmanuel Quatra : Christian Pacaud
- Clémentine Poidatz : Éléonore Vauthier
- Jeanne Bournaud : Laurence Velle
- Cédric Delsaux : Thierry Laval
- Geoffroy Guerrier : Dr. Dominique Lange
- Jean-Paul Zehnacker : le président du tribunal
- Alain Leclerc : l'avocat général

### Tournage
Le tournage s'est effectué à Tours, notamment à son tribunal de grande instance et à l'université François-Rabelais.
La salle du tribunal est celle de la cour d'assises de Tours où a été jugée notamment l'affaire Courjault, là-même où a été tourné Parcours meurtrier d'une mère ordinaire de Jean-Xavier de Lestrade, le docufiction de cette affaire.
En revanche, les couloirs et l'escalier du tribunal sont ceux de l'hôtel de ville de Tours, proche du tribunal.
Certaines scènes ont été tournées dans l'Hôtel du grand Commandement de Tours.

## Remarques
L'ordre des épisodes n'a pas été respecté lors de leur diffusion. Le deuxième épisode a été diffusé par France 3 le 16 février 2016, une semaine après le troisième épisode, diffusé le 9 février 2016.